# Hermann Kamilla
Hermann Kamilla ( Tata, 1974. június 27. –) magyar közgazdász, az Indotek Group partnere és kisebbségi tulajdonosa, Magyarország egyik legismertebb női magánadományozója. A 100 leggazdagabb magyar 2023-ban kiadott listáján 52 milliárdos vagyonával a  38. helyen szerepelt, ezzel a leggazdagabb nőnek számított.  A legbefolyásosabb magyar hölgyek között 2024-ben a 14. helyen szerepelt az üzlet kategóriában.

## Tanulmányok
1989-1990 között, a gimnáziumi tanulmányai alatt 1 évet Ausztriában töltött, nyelvtanulás céljából.
Felsőfokú tanulmányait a Szent István Egyetem Kereskedelmi és Vállalkozói karán végezte, majd 1999-ben vállalkozás-szervező közgazdász diplomát szerzett.
Ezt követően több képzésen keresztül fejlesztette magát, így részt vett grafológus és vezetői coach képzésen is.
Angolul és németül beszél.

## Szakmai tevékenység
1997 és 2008 között személyzeti tanácsadással, fejvadászattal kapcsolatos feladatokat látott el saját vállalkozás keretében, illetve az Indotek Csoport alapítása óta részt vesz a társaság operatív irányításában. Elsőként a humánerőforrás-menedzsmenttel kapcsolatos feladatok koordinálásában vállalt szerepet.
Később az Indotek belső folyamatait koordinálta, ő felelt a szervezet és a munkavállalók céljainak összehangolásáért. Hozzá tartozott továbbá a banki csomagokból származó lakóprojektek vagyonkezelése és értékesítése, az Indotek portfóliójába tartozó bevásárlóközpontok márkájának, stílusának, anyagfelhasználásának megtervezése és kialakítása, valamint az irodaházak felújításának koordinálása és arculatuk kialakítása.
Hermann fogta össze továbbá az Indotek marketingfolyamatait, illetve az ő irányítása alatt valósult meg a társaság társadalmi felelősségvállalási tevékenysége. Hermann Kamilla felelt továbbá azokért a folyamatokért, amelyek a társaság fenntarthatósági (ESG) törekvéseit támogatják.
Cégcsoportjuk több mint negyedszázados múltra nézhet vissza, Hermann Kamilla mindmáig aktívan részt vesz a Jellinek Dániel érdekeltségébe tartozó bevásárlóközpontok, irodaházak, logisztikai ingatlanok és szállodák üzemeltetésének irányításában. Változatlanul Herman irányítja a fenntarthatósággal, illetve társadalmi felelősségvállalással kapcsolatos teendőket.

## Társadalmi felelősségvállalás
Hermann Kamillát pályafutása kezdete óta foglalkoztatja a társadalmi felelősségvállalás, adományozói tevékenységét több mint 20 éve kezdte meg. Aktív filantrópként Magyarország legnagyobb női magánadományozói között tartják számon. Támogatói tevékenysége során a gyermekek és a nehéz helyzetbe került családok támogatására fókuszál, emellett a jövő generációinak oktatása is a szívügye. 2021-ben 200 millió forintot adományozott a fenti célokra.
Az Indotek CSR-stratégiáját úgy dolgozta ki, hogy abban hangsúlyos szerepet kapjon a jövő generációinak támogatása, valamint a családok megerősítése. Az Indotek Group ezen elvek mentén olyan szervezetekkel dolgozik együtt, mint az UNICEF Magyarország, az SOS Gyermekfalvak, vagy a Milestone Intézet, de a Bátor Tábort és a Rajk Kollégium munkáját is támogatja a társaság.
Hermann Kamillát 2023 májusában kinevezték a Bátor Tábor Alapítvány kuratóriumi elnökének.
2021-ben tagja volt a Social Impact Award elnevezésű, közösségépítő és üzletfejlesztési program zsűrijének, valamint kiemelt támogatója az UNICEF-nek, bekerült az UNICEF Magyarország Bajnokai közé.

## Család
Jellinek Dániel volt felesége, négy gyermekük édesanyja.